# Путь Социализма (Называевский район)
Пу́ть Социали́зма — село в Называевском районе Омской области, административный центр Большесафонинского сельского поселения.

## Физико-географическая характеристика
Село расположено в 25 км к северу от города Называевска.
Село расположено в лесостепной зоне Ишимской равнины, относящейся к Западно-Сибирской равнине, на южном берегу озера Сафонинское. В окрестностях — берёзовые колки, в понижениях местности — небольшие болотца. Почвы — солонцы луговые (гидроморфные). Высота над уровнем моря — 123 метра.
По автомобильным дорогам расстояние до районного центра города Называевск — 25 км, до областного центра города Омск — 220 км. В 3 км к востоку от деревни проходит региональная автодорога Называевск — Крутинка.
Климат
Климат континентальный (согласно классификации климатов Кёппена — dfb). Среднегодовая температура положительная и составляет + 0,7 °C. Средняя температура января — 18,1 °C, июля + 19 °C. Многолетняя норма осадков — 403 мм. Наименьшее количество осадков выпадает в июле — 68 мм, в марте — 13 мм.

## История
Основано в 1927 году как деревня Путиловка переселенцами из деревень Балтика и Большая Сафониха. В 1929 году открыта начальная школа. В том же году в деревне основана коммуна «Красный пахарь».
В 1965 году с центральной усадьбой в деревне Путиловка был образован совхоз «Путь Социализма». В его состав вошли коллективные хозяйства деревень Большая Сафониха, Станкевичи, Еремино, Маслозавод.

## Население
| 2002 | 2010 |
| ---- | ---- |
| 578  | ↘491 |